# Młodzieżowe indywidualne mistrzostwa Słowacji na żużlu
Młodzieżowe indywidualne mistrzostwa Słowacji na żużlu – rozgrywki żużlowe dla zawodników do 21. roku życia przyznawane najwyżej sklasyfikowanemu reprezentantowi Słowacji podczas Memoriału Ladislava Eliáša i Indywidualnych mistrzostw Słowacji na żużlu.

## Historia
Po raz pierwszy młodzieżowy mistrz Słowacji wyłoniony został podczas 19. Memoriału Ladislava Eliáša w 2019. Kolejność ustalono na podstawie klasyfikacji generalnej tych zawodów, w których startowało 5 słowackich młodzieżowców. Na podobne rozwiązanie zdecydowano się rok później, startowało wtedy 4 juniorów.

## Młodzieżowi mistrzowie Słowacji
Wszystkie edycje rozegrane zostały w Žarnovicy.
| Rok  | Złoto          | Srebro        | Brąz           | Źr.   |
| ---- | -------------- | ------------- | -------------- | ----- |
| 2019 | David Pacalaj  | Michal Tomka  | Jakub Valkovič | [ 1 ] |
| 2020 | Jakub Valkovič | David Pacalaj | Ján Mihálik    | [ 2 ] |